# István Balogh
István Balogh (30 maart 1894 - Boedapest, 20 juli 1976) was een Hongaars politicus en geestelijke.
Hij was een pastoor van een kleine rooms-katholieke parochie. Vóór de Tweede Wereldoorlog was hij reeds politiek actief op gemeentelijk niveau voor de Partij van Kleine Landbouwers (FKgP). In 1944 werd hij tot secretaris-generaal van zijn partij gekozen en in december 1944 werd hij als staatssecretaris van het bureau van de minister-president in de regering van generaal Béla Miklós von Dálnoki opgenomen.
Na de Tweede Wereldoorlog stuurde hij aan op nauwe samenwerking met de communistische partij en genoot hij de steun van het Russische leger, maar ook van de communisten. In 1947 richtte István Balogh samen met andere leden van de FKgP een nieuwe politieke partij op, de Onafhankelijke Hongaarse Democratische Partij. De nieuwe centrumgerichte partij kreeg de steun van de communisten, omdat de nieuwe partij voor verdeeldheid zorgde binnen de FKgP. Bij de verkiezingen van 1947 behaalde partij 22 zetels. Officieel was de Onafhankelijke Hongaarse Democratische Partij een "oppositiepartij" maar de partij steunde het beleid van de Hongaarse Communistische Partij (MKP). In februari 1949 werd de Onafhankelijke Hongaarse Democratische Partij opgenomen in het regeringsblok, het Hongaarse Nationale Onafhankelijkheidsfront en hield op te bestaan.
Nadat de communisten hun macht in de zomer van 1949 hadden geconsolideerd, brokkelde de macht van Balogh af. Wel was hij van 1949 tot 1951 lid van de Presidentiële Raad en in 1951 was hij medeoprichter van de Beweging van Katholieke Vredespriesters die streefde naar een vergelijk tussen de Rooms-Katholieke geestelijkheid - of althans een deel van de "hervormingsgezinde" geestelijkheid - en het regime. Van 1949 tot 1954 was hij lid van het hoofdbestuur van het Patriottisch Volksfront. Hij speelde geen rol tijdens de Hongaarse opstand van 1956. Nadien was hij pastoor van de St. Michaëlskerk aan de beroemde Vácistraat in Boedapest. 
In 1970 werd hij onderscheiden met het Grootkruis van Verdienste van de Volksrepubliek Hongarije eerste klasse.